# Two Pop-Up Fables
Two Pop-Up Fables è un cortometraggio muto del 1914. Il nome del regista non viene riportato.
La sceneggiatura è firmata dallo scrittore George Ade.
Le due favole di Ade che compongono il film sono intitolate rispettivamente The Girl Who Shifted the System e The Fable of the Sarcastic Husband and the Lady Shopper.

## Produzione
Il film fu prodotto dalla Essanay Film Manufacturing Company.

## Distribuzione
Distribuito dalla General Film Company, il film - un cortometraggio di una bobina - uscì nelle sale cinematografiche USA il 16 dicembre 1914.